# Charles Waldron
Charles Waldron (23 de diciembre de 1874 – 4 de marzo de 1946) fue un actor teatral y cinematográfico de nacionalidad estadounidense. 

## Biografía
Nacido y criado en Waterford, Nueva York, sus padres, Mr. y Mrs. George B. Waldron, eran también actores de cierta importancia, aunque no querían que su hijo se dedicara a la interpretación, prefiriendo que hiciera carrera en el mundo de las finanzas. Por ello, en sus inicios trabajó en Filadelfia como empleado de banco. Sin embargo, le surgió la oportunidad de hacer un papel juvenil en la pieza Kidnapped, iniciando así su carrera de actor.
Al comienzo de su trayectoria artística, Waldron pasó nueve años haciendo teatro de repertorio, así como participando en una gira por Australia representando The Virginian y The Squaw Man. En 1905 fue elogiado por su primer papel en la obra The Eternal City, representada en San Francisco (California) en el Alcazar Theatre.
Su debut en el circuito de Broadway llegó en 1907 con la obra de David Belasco The Warrens of Virginia. (su padre y Belasco habían actuado juntos en una compañía de Portland, Oregón). Entre 1907 y 1946 actuó en más de cuarenta producciones llevadas a escena en Broadway. Uno de sus papeles fue el del título en la producción original de 1914 de Daddy Long Legs, en la que actuaba junto a la futura estrella cinematográfica Ruth Chatterton, siendo ambos muy elogiados por su trabajo. Más adelante, en 1932, tuvo la oportunidad de actuar en el debut teatral de su hijo, Charles Belasco Jr., junto a él en Lucrece.
A lo largo de su larga carrera en el cine, Waldron actuó en más de sesenta películas, siendo la primera de ellas la cinta muda Big Horse Hank (1911). Él es quizás más conocido por su última interpretación en el cine, con el papel del General Sternwood en The Big Sleep (1946), cinta protagonizada por Humphrey Bogart y Lauren Bacall. Otro de sus papeles destacados fue el del Presidente de los Estados Unidos James Monroe en The Monroe Doctrine (1939).
Waldron falleció en 1946 en Hollywood, California, a los 71 años de edad. Fue enterrado en el Cementerio Forest Lawn Memorial Park, en Glendale (California). Le sobrevivieron su esposa, su hijo Charles y su hija Donnee.

## Teatro (Broadway)
- 1907-1908 : The Warrens of Virginia, de William C. de Mille, producción de David Belasco, con Cecil B. DeMille, Emma Dunn y Mary Pickford y Willard Robertson
- 1909 : The Fourth Estate, de Harriet Ford y Joseph Medill Patterson, con Richard Garrick
- 1910 : Mid-Channel, de Arthur Wing Pinero, con Ethel Barrymore
- 1911 : Judith Zaraine, de C.M.S. McLellan
- 1912 : June Madness, de Henry Kitchell Webster
- 1912-1913 : The High Road, de Edward Sheldon, con Arthur Byron
- 1913 : The Painted Woman, de Frederick Arnold Krummer, dirección de John Cromwell, con Robert Warwick
- 1913 : The Strange Woman, de William J. Hurlbut, con Elsie Ferguson
- 1914 : The Dragon's Claw, de Austin Strong, con Lowell Sherman
- 1914-1915 : Daddy Long Legs, de Jean Webster, con Ruth Chatterton, Charles Trowbridge y Cora Witherspoon
- 1919 : The Woman in Room 13, de Samuel Shipman y Max Garcin, con DeWitt Jennings y Lowell Sherman
- 1920 : La malquerida, de Jacinto Benavente, adaptación de John Garrett Underhill
- 1921 : Mary Stuart, de John Drinkwater, con Thurston Hall y Frank Reicher
- 1921 : Swords, de Sidney Howard
- 1921 : The Elton Case, de William Devereux
- 1921-1922 : A Bill of Divorcement, de Clemence Dane, dirección de Basil Dean, con Katharine Cornell
- 1922 : A Pinch Hitter, de H.M. Harwood, con J.M. Kerrigan
- 1923 : The Guilty One, de Michael Morton y Peter Traill
- 1925 : Mrs. Partridge presents, de Mary Kennedy y Ruth Hawthorne, con Ruth Gordon
- 1925-1926 : Hamlet, de William Shakespeare, con Helen Chandler, Walter Kingsford y Basil Sydney
- 1926 : Magda, de Hermann Sudermann, adaptación de Charles-Edward Amory Winslow, con Henry Stephenson
- 1926 : Pyramids, de Samuel Ruskin Golding
- 1927 : The Heaven Tappers, de George Scarborough y Annette Westbay, dirección de Edwin Carewe, con Thomas Hardie Chalmers
- 1927 : Madame X, de Alexandre Bisson  *1927-1928 : Coquette, de George Abbott y Ann Preston, dirección de George Abbott, con Helen Hayes y Una Merkel
- 1930 : Those we love, de George Abbott y S. K. Lauren, dirección de George Abbott, con Helen Flint, Josephine Hull, Percy Kilbride y George Abbott
- 1930 : The Vikings at Helgeland, de Henrik Ibsen, adaptación de Blanche Yurka y Thomas Wilfred, con Richard Hale, Warren William y Blanche Yurka
- 1930 : Schoolgirl, de A.W. Pezet y Carman Barnes
- 1931 : The Barretts of Wimpole Street, de Rudolf Besier, con Brian Aherne, Katharine Cornell, Margalo Gillmore y Ian Wolfe
- 1932 : Electra, de Sófocles, con Alma Kruger y Blanche Yurka
- 1932-1933 : Lucrece, de André Obey, adaptación de Thornton Wilder, con Brian Aherne, Katharine Cornell, Pedro de Córdoba y Blanche Yurka
- 1933 : Alien Corn, de Sidney Howard, con Luther Adler y Katharine Cornell
- 1933-1934 : The Pursuit of Happiness, de Alan Child y Isabelle Louden, con Oscar Polk y Raymond Walburn
- 1934 : Dance with your Gods, de Kenneth Perkins, con Cecil Cunningham, Lena Horne y Rex Ingram
- 1934-1935 : Romeo y Julieta, de William Shakespeare, con Brian Aherne, Katharine Cornell, John Emery, Edith Evans, George Macready, Moroni Olsen, Basil Rathbone y Orson Welles
- 1935 : The Barretts of Wimpole Street, con Brian Aherne, Katharine Cornell, John Emery, Margalo Gillmore, Burgess Meredith y Moroni Olsen
- 1935 : Flowers of the Forest, de John Van Druten, con Katharine Cornell, John Emery, Margalo Gillmore y Burgess Meredith
- 1935-1936 : Romeo y Julieta, con Katharine Cornell, John Cromwell, Maurice Evans, Tyrone Power y Ralph Richardson
- 1936 : Santa Juana, de George Bernard Shaw, con Brian Aherne, Eduardo Ciannelli, Katharine Cornell, George Coulouris, John Cromwell, Maurice Evans, Tyrone Power y Kent Smith
- 1938 : I am my Youth, de Ernest Pascal y Edwin Blum, con Frank Lawton
- 1938-1939 : American Landscape, dirigida y escrita por Elmer Rice, con Charles Dingle y Isobel Elsom
- 1945-1946 : Deep are the Roots, de Arnaud D'Usseau y James Gow, dirección de Elia Kazan, con Barbara Bel Geddes, Lloyd Gough y Barbara O'Neil

## Selección de su filmografía
- 1911 : Big Noise Hank, de Milton J. Fahrney
- 1915 : Esmeralda, de James Kirkwood, Sr.
- 1915 : At Bay, de George Fitzmaurice
- 1916 : Mice and Men, de J. Searle Dawley
- 1916 : Audrey, de Robert G. Vignola
- 1920 : The Thief, de Charles Giblyn
- 1921 : Everyman's Price, de Burton L. King
- 1935 : Wanderer of the Wasteland, de Otho Lovering
- 1935 : Mary Burns, Fugitive, de William K. Howard
- 1935 : Crime and Punishment, de Josef von Sternberg
- 1935 : The Great Impersonation, de Alan Crosland
- 1936 : The Garden of Allah, de Richard Boleslawski
- 1936 : Career Woman, de Lewis Seiler
- 1936 : Ramona, de Henry King
- 1937 : A Doctor's Diary, de Charles Vidor
- 1937 : The Emperor's Candlesticks, de George Fitzmaurice
- 1937 : It's All Yours, de Elliott Nugent
- 1937 : Escape by Night, de Hamilton MacFadden
- 1937 : My Dear Miss Aldrich, de George B. Seitz
- 1937 : Madame X, de Sam Wood y Gustav Machatý
- 1937 : Navy Blue and Gold, de Sam Wood
- 1938 : María Antonieta, de W. S. Van Dyke
- 1938 : Kentucky, de David Butler
- 1939 : The Real Glory, de Henry Hathaway
- 1940 : Edison, the Man, de Clarence Brown
- 1940 : Untamed, de George Archainbaud
- 1940 : Stranger on the Third Floor, de Boris Ingster
- 1940 : Three Faces West, de Bernard Vorhaus
- 1940 : The Son of Monte Cristo, de Rowland V. Lee
- 1940 : Remember the Night, de Mitchell Leisen
- 1941 : I Wanted Wings, de Mitchell Leisen
- 1941 : The Devil and Miss Jones, de Sam Wood
- 1941 : Rise and Shine, de Allan Dwan
- 1942 : The Gay Sisters, de Irving Rapper
- 1942 : Niebla en el pasado, de Mervyn LeRoy
- 1943 : La canción de Bernadette, de Henry King
- 1944 : Mademoiselle Fifi, de Robert Wise
- 1944 : The Adventures of Mark Twain, de Irving Rapper
- 1944 : Wing and a Prayer, de Henry Hathaway
- 1945 : Rhapsody in Blue]], de Irving Rapper
- 1946 : Dragonwyck, de Joseph L. Mankiewicz
- 1946 : The Big Sleep,  de Howard Hawks